# Ptychadena mossambica
Ptychadena mossambica är en groddjursart som först beskrevs av Peters 1854.  Ptychadena mossambica ingår i släktet Ptychadena och familjen Ptychadenidae. IUCN kategoriserar arten globalt som livskraftig. Inga underarter finns listade i Catalogue of Life.